# 王大中丞祠
王大中丞祠是一座位于深圳市宝安区的纪念性祠堂建筑，建于清代，是为纪念康熙初年广东巡抚王来任而建。该建筑现已列为深圳市文物保护单位。

## 概况
王大中丞祠始建于清康熙年间。宗祠祠坐北向南，三进三开间布局，面阔11.75米，进深32.73米，占地面积384.5平方米。宗祠前殿为抬梁式木结构，平面为凹形，前后出廊，前廊下有塾台。前殿门额匾阳刻“王大中丞祠”，两侧阴刻“巡粤表孤忠耿耿丹心奏牍两章留史册、抚民留善政元元赤子讴思万载仰旌常”对联。宗祠前中后三殿均为硬山顶，两面坡，正、垂脊，前后均为博古脊，辘筒灰瓦覆顶，绿琉璃瓦剪边，前后天井两侧有卷棚顶廊庑。
王大中丞祠现已完成修复改造，作为“勤政”、“感恩”主题教育展馆对外开放，馆内陈列新安（深圳前身）近代历史、王来任生平等。

## 保护
- 2005年7月18日，深圳市宝安区人民政府公布为宝安区文物保护单位[參 3]
- 2014年12月1日，深圳市人民政府公布为深圳市文物保护单位[參 3]